# Paul Diepgen
Paul Diepgen (Aquisgrana, 24 novembre 1878 – Magonza, 2 gennaio 1966) è stato un ginecologo e storico tedesco.

## Biografia
Studiò medicina presso le università di Tubinga, Lipsia, Bonn e Friburgo, ricevendo il suo dottorato nel 1902 con la tesi Über zwei Fälle von Thorakopagus. Dal 1905 lavorò come assistente presso la clinica femminile universitaria di Friburgo, e nel 1910 ottenne la sua abilitazione sotto la direzione di Ludwig Aschoff. Nel 1915 divenne professore associato e dal 1919 al 1929 prestò servizio come capo medico presso il Lorettokrankenhaus di Friburgo.
Nel 1929 si trasferì come professore all'Università di Berlino e per 17 anni fu direttore dell'Institut für Geschichte der Medizin und Naturwissenschaften (Istituto di storia della medicina e delle scienze naturali). Nel 1947 fu nominato professore per la storia della medicina all'Università di Magonza, dove nel 1949 ricevette una cattedra universitaria.
Dal 1908 al 1966 fu membro della Deutsche Gesellschaft für Geschichte der Medizin, Naturwissenschaft und Technik (Società tedesca di storia della medicina, scienze naturali e tecnologia). Nel 1936 divenne membro della Deutsche Akademie der Naturforscher Leopoldina. Era il nonno del politico Eberhard Diepgen.

## Opere
- Gualteri Agilonis summa medicinalis: nach den Münchener Codices lat. Nr. 325 und 13124 erstmalig ediert mit einer vergleichenden Betrachtungen älterer medizinischer Kompendien des Mittelaters. Leipzig: Johann Ambrosius Barth 1911.
- Geschichte der Medizin; die historische Entwicklung der Heilkunde und des ärztlichen Lebens, 1913.
- Die Heilkunde und der ärztliche Beruf : eine Einführung, 1938.
- Zur Frauenheilkunde im byzantinischen Kulturkreis des Mittelalters, 1950.
- Über den Einfluss der autoritativen Theologie auf die Medizin des Mittelalters, 1958.
- Frau und Frauenheilkunde in der Kultur des Mittelalters, 1963.[4]